# Peptídeo inibidor gástrico

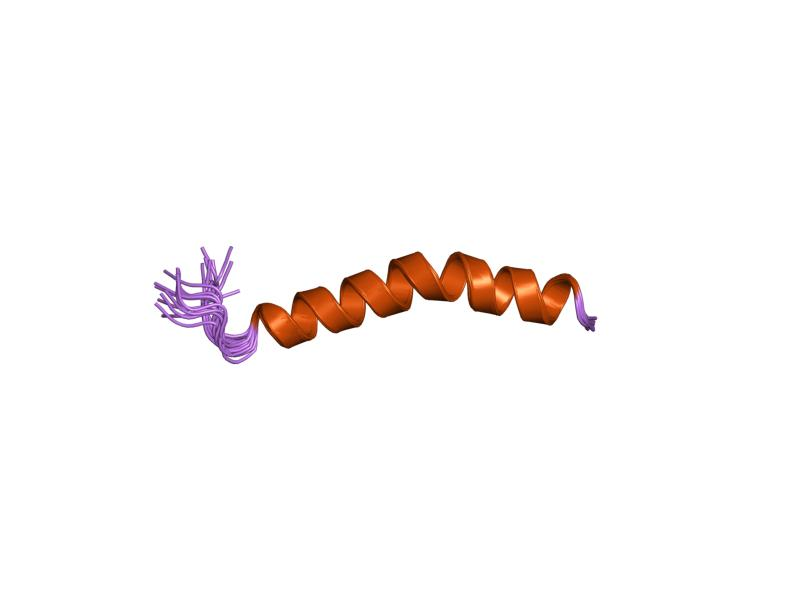
Estrutura molecular do peptídeo inibidor gástrico registrado como 1t5q.

Peptídeo inibidor gástrico (GIP) ou Peptídeo insulinotrópico dependente de glicose é um hormônio polipeptídeo secretado pelas células enterócrinas tipo K, encontrados na mucosa do duodeno e do jejuno. É uma incretina como o GLP-1. Aumenta a produção de insulina pelas células beta pancreáticas em resposta a uma elevada concentração de glicose, aminoácidos e ácidos graxos no trato gastrointestinal. Inibe a absorção de água e eletrólitos no intestino delgado. 
Também está associado à metabolização de ácidos graxos ao estimular a lipase, com a formação óssea e com supernutrição. 

## Patologias
Os números de células estão aumentados em pessoas com úlcera duodenal, a inflamação crônica do pâncreas e diabetes resultantes da obesidade.
Sua ausência está associada com diminuição do volume e resistência ósseos e com obesidade.